# Nephodia pania
Nephodia pania là một loài bướm đêm trong họ Geometridae.